# Ковинька, Александр Иванович
Александр Иванович Ковинька, (укр. Олександр Іванович Ковінька; 13 января 1900, Плоское, Полтавский уезд, Полтавская губерния, Российская империя — 25 июля 1985, Полтава, Полтавская область, УССР, СССР) — украинский писатель

, юморист

, сатирик

 и публицист.

## Биография
Родился в селе Плоское (укр. Плоске) (ныне Решетиловского района Полтавской области, Украина) в семье крестьянина-бедняка.
Окончил церковно-приходскую школу, учился в земском двуклассном училище. С 12 лет работал по найму. Был сторожем в сельской аптеке, служил в милиции в Полтаве.
В 1917 году сдал экстерном экзамены за четыре класса гимназии.
В годы гражданской войны в России и борьбы за существование Украинской Народной Республики (УНР) сначала был в крестьянском повстанческом отряде. В 1918 году схвачен кайзеровскими оккупантами и предан военно-полевому суду. Освобождён во время наступления Красной Армии. Был членом партии боротьбистов. Принимал участие в боях с деникинцами, попал к ним в плен. Снова освобождён при наступлении Красной Армии и вступил в неё (вместе с В. Сосюрой). Впоследствии воевал в армии УНР. Война для него закончилась в лагере возле Познани (Польша), где он был в 1920—1921 годах.
После возвращения домой стал членом комитета «незаможников». Работал секретарём сельсовета. Учился на курсах инструкторов-лекторов ОСОАВИАХИМа, выступал с лекциями от этого общества.
В 1926—1928 годах учился в Полтавском институте народного образования (заочно).
Первая юмореска «Мостики и дороженьки» (укр. „Містки та доріженьки”) с лёгкой руки Остапа Вишни была напечатана в 1926 году в газете «Селянська правда».
Печатал юмористические рассказы и фельетоны в газете «Більшовик Полтавщини», журналах «Червоний Перець», «Плуг», «Червоний шлях», «Нова громада» («Соціалістична громада»), «Молодий більшовик» и в других изданиях.
В 1928 году становится штатным фельетонистом газеты «Більшовик Полтавщини».
Первый сборник юмористических и сатирических повестей «Индивидуальная техника» (укр. „Індивідуальна техніка”) вышел в Харькове в 1929 году, второй —"Коллективом преодолеем" (укр. „ Колективом подолаємо”) — в 1930 году в Полтаве.
6 октября 1934 года арестован органами НКВД по делу «Контрреволюционной боротьбистской организации». 27—28 марта 1935 года выездной сессией Военной коллегии Верховного Суда СССР осужден к 10 годам лагерей. Отбывать наказание повинен был в Магадане. Там он работал отбойщиком, бурильщиком, горным мастером, плановиком-экономистом на горно-промышленных предприятиях «Дальстроя». Был освобожден в 1947 году, но без права возвращения на Украину, поселился в Якутии. В 1950 году опять арестован и возвращён в Нагаево, близ Магадана. 4 июля 1956 года судебно-следственное дело прекращено за отсутствием состава преступления. После реабилитации возвратился на родину, в Полтаву, где и прожил до смерти.
Начиная с 1950-х гг., вновь получает известность, широко публикуется. С 1965 года был депутатом Полтавского городского совета. На VI съезде писателей Украины избирался членом Правления СПУ. В 1970 году награжден орденом «Знак Почета». В 1984 года он стал лауреатом премии имени Остапа Вишни. Умер 25 июля 1985 года в возрасте 85 лет.

## Книги

### Переводы на русский язык
- Пуховые подушки: Юмористические рассказы. Пер. Е. Весенина. — М., 1960.
- Не играйте на нервах! : Юмористические рассказы. — М., 1963.
- Преподобные уши: Юмористические рассказы. Пер. Е. Весенина. — М., 1965.
- Новеллы про химеры : Повесть и рассказы. — М., 1970; М., 1975.
- Миниатюры с натуры : Рассказы, повести. — М., 1982.

## Награды
- Орден Дружбы народов (9.01.1980)[3]
- Орден «Знак Почёта»